# Бабенко, Виталий Тимофеевич
Вита́лий Тимофе́евич Бабе́нко (род. 15 июля 1950, Москва) — русский писатель-фантаст, журналист, переводчик и издатель, сценарист, телеведущий. Лауреат премии им. И. Ефремова (1990).

## Биография
Окончил экономический факультет МГУ, профессиональные издательские курсы Стэнфордского университета (США, 1993—1997). С 1973 по 1988 год работал в редакции журнала «Вокруг света». Был старостой Московского семинара молодых фантастов и Всесоюзного семинара молодых фантастов и приключенцев (1982—1990). В 1988 году основал и возглавил издательство «Текст». Позднее работал в издательстве «Вагриус» (1997—2003).
С 2003 года по 2013 год — главный редактор издательства «Книжный клуб 36,6».
Заведующий кафедрой журналистики ИЖЛТ (Институт журналистики и литературного творчества) до 2021 года. Вёл в институте мастер-классы «Научная фантастика и детектив», «Редактирование и стилистика художественного текста», «Перевод современной англоязычной литературы», читает курсы: «Современные концепции естествознания», «Практическая этимология», «Журналистика и современная мифология». Автор передачи «Очевидное-невероятное. XXI век» (1997—2001). Автор и ведущий телепередач «После 2000 года», «Мир рекордов Гиннесса», «Библиофильтр» (2001—2003, выходили на Rambler-TV). С 2022 года ведёт открытый лекторий «Необычная проза» и литературный семинар в ГЭС-2.
Член Союза журналистов России, Союза писателей Москвы и Творческого союза «Мастера литературного перевода».

## Творчество
Первая публикация — фантастическая юмореска «Купите тройню!» (1973) в «Литературной газете».
Один из первых фантастических рассказов Бабенко — «Бег» (1974) обозначил отход писателя от традиций советской научной фантастики 1960-х годов (попытки экспериментировать с языком, формотворчество).
Повесть «Встреча» (1986) — выходит за границы традиционного жанра научной фантастики за счёт включения элементов детектива, боевика, и задачи-головоломки. В ней затрагиваются глобальные проблемы сохранения человечества в условиях, когда развитие науки и техники все более упрощают возможность уничтожения жизни на Земле.
Известность писателю среди советских любителей фантастики принесла сатирическая повесть «Игоряша Золотая рыбка» (1985). Это очередная научно-фантастическая версия известной сказки, в которой роль Золотой рыбки исполняет информационный модуль метагалактической цивилизации, а в качестве рыбака выступает молодой современный потребитель, первым делом позаботившийся о личном бессмертии и идеальном здоровье. Продолжает тему повесть «ТП» (1989), в которой фантастическая техника телепортации используется ограниченным кругом лиц, «заботящихся о благе народа», но не забывающих при этом и об удовлетворении собственных материальных потребностей.
В 1986 году совместно с Э. Геворкяном и В. Покровским (под общим псевдонимом П. Багров) опубликовал киносценарий «Остров на тонкой ножке».
Первая книга — повесть «Игоряша Золотая рыбка» – вышла в ФРГ («Der Goldfisch», Кассель, 1988). Первая книга в России – сборник фантастических повестей и рассказов «До следующего раза» (1990).
В 2009 году был инициатором издания отдельной книгой романа «Большие пожары» (1927), написанного 25 известными отечественными писателями 1920-х годов (Леонид Леонов, Исаак Бабель, Алексей Новиков-Прибой, Борис Лавренёв, Константин Федин, Алексей Толстой, Михаил Зощенко и другие). 
Переводил прозу Герберта Уэллса, Рея Брэдбери, Роберта Шекли, Айзека Азимова, Джо Холдемана, Paul Hawken и других американских и английских авторов. Переводил стихи: Рея Брэдбери, Роберта Льюиса Стивенсона, Уильяма Йейтса, Генри Лонгфелло, Эмили Дикинсон, Уильяма Вордсворта, Алджернона Суинберна, Джона Апдайка, Уильяма Хэнди, Матери Терезы (с англ.), Геррита Энгельке (с нем.); из Уильяма Шекспира (фрагменты); из «Кармины Бураны» (с лат.) и др.

## Сочинения

### Рассказы
- «Купите тройню!» (1973)
- «Бег» (1974)
- «Проклятый и благословенный» (1976)
- «Феномен всадников» (1977)
- «Переписка» (1978)
- «Семинар» (1970-е)
- «Трудоустройство» (1981)
- «Рецепт» (1982)
- «До следующего раза» (1984)
- «Музей человека» (1990)
- «Стоп, машина!» (1990)
- «Нечеловек-невидимка» (1991)
- «Игры на Красной площади» (1992)
- «Неотразимый» (2014)
- «Маленькая штучка» (2015)

### Повести
- «Игоряша Золотая Рыбка» (1985)
- «Встреча» (1986)
- «ТП» (1989)
- «Чикчарни» (1990)
- Земля (1991 — последняя редакция)

### Книги
- «Der Goldfisch» (1988)
- «До следующего раза» (1990)
- «Приблудяне» (1993)
- «Нуль» (1996)
- «Двадцатая рапсодия Листа» (2006) (в соавт. с Д. Клугером, под общим псевдонимом Виталий Данилин)
- «Четвёртая жертва сирени» (2007) (в соавт. с Д. Клугером, под общим псевдонимом Виталий Данилин)
- «Земля — вид сверху» (2009) (История. География. Этнография. В книгу вошли очерки, написанные в разное время для журнала «Вокруг света»).
- «Оп!» (трунические сказки) (2013)
- «Нуль» (2013, второе издание, доработанное)
- «Удивительные истории о словах самых разных» (2015)
- «Странно и наоборот (Русская таинственная проза первой половины XIX века)» (2016)
- «Откуда у слов ноги растут (Книга о словах всем известных, но...») (2016)
- «Сказки мятежей и трюфлей: небывалая русская фантастическая проза XVIII-XIX веков» (2022)
- «Призраки со всех сторон. Необыкновенная русская фантастическая проза XIX века» (2023)
- «Нисенитница, или 500 лет русского абсурда» (2025)

### Киносценарии
- «Остров на тонкой ножке» (совместно с Э. Геворкяном и В. Покровским, под общим псевдонимом П. Багров) (1986)

## Переводы
C английского 
- Герберт Уэллс. «Машина времени» (Собр. соч. в 2-х т. Т. 1. – М.: Текст, 1996. Машина времени. Война миров. – М.: Вагриус, 2002. Машина времени. Остров доктора Моро. – М.: Текст, 2017. Машина времени. Остров доктора Моро. Война миров. – М.: Время, 2018)
- Герберт Уэллс. «Остров доктора Моро» (Собр. соч. в 2-х т. Т. 1. – М.: Текст, 1996. Машина времени. Остров доктора Моро. – М.: Текст, 2017. Машина времени. Остров доктора Моро. Война миров. – М.: Время, 2018)
- Герберт Уэллс. «Война миров» (Собр. соч. в 2-х т. Т. 2. – М.: Текст, 1996. Машина времени. Война миров. – М.: Вагриус, 2002. Война миров. – Спб.: Редфиш. Амфора, 2005. Машина времени. Остров доктора Моро. Война миров. – М.: Время, 2018)
- Рэй Брэдбери. «451º по Фаренгейту» (в сб.: «Мир Искателя», 1999, издан отдельной книгой в изд. «Э», 2016)
- Рэй Брэдбери. «Холодный ветер, теплый ветер» (в сб.: Рэй Брэдбери. Холодный ветер, теплый ветер. – М.: Мир, 1983)
- Роберт Шекли. «Хождение Джоэниса» (с В. Бакановым) (в сб.: Роберт Шекли. Координаты чудес. – М.: АСТ, 2003)
- Роберт Шекли. «Охота» (с В. Бакановым) (в сб.: Миры Роберты Шекли. – М.: Мир, 1984)
- Роберт Шекли. «Бесконечный вестерн» (в сб.: Миры Роберты Шекли. – М.: Мир, 1984)
- Роберт Шекли. «Предварительный просмотр» (в сб.: Миры Роберты Шекли. – М.: Мир, 1984)
- Роберт Шекли. «Не бабахает» (Сб. научной фантастики. В. 33. - М.: Знание, 1990).
- Айзек Азимов. «В начале» (с Вл. Гаковым) (М.: Издательство политической литературы, 1989)
- Гильермо Дель Торо и Чак Хоган. «Штамм. Закат» (М.: Книжный Клуб 36.6, 2011)
- Майкл Крайтон. «Сфера». Роман. (не опубл.)
- Paul Hawken[англ.]. «Я начинаю своё дело». (М.: Текст, 1992, 1999. Пол Хокен. Дело вашей жизни. – М.: Альпина Бизнес Букс, 2013)
- Marcus Chown[англ.]. «Чудеса обычных вещей. Что обыденная жизнь рассказывает нам о большой Вселенной». (М.: Ломоносовъ, 2012)
- Дженис Линдси. «Все о цвете». (М.: Книжный Клуб 36.6, 2011)
- Тим Северин. «По пути Ясона» (главы из книги). (Путешествие на «Брендане». По пути Ясона. Экспедиция «Улисс». – М.: Эксмо; Спб.: Мидгард, 2008)
- Сондра Сайкс. «Цифертон» (с В. Бакановым) (в сб.: Обратная связь. – М.: Мир, 1990)
- Гарри Гаррисон. «Космические крысы ДДД» (с В. Бакановым) (в сб.: Мир – Земле. – М.: Мир, 1988)
- Джо Холдеман. «Рядовая война рядового Джекоба» (в сб.: Мир – Земле. – М.: Мир, 1988)
- Джон Холдеман. «В соответствии с преступлением» (с. В. Бакановым) (в сб.: Лалангамена. – М.: Мир, 1985
- Джозеф Дилейни. «Скачок мысли» (в сб.: Ночь, которая умирает. – М.: Мир, 1988)
- «Глупостихия. Британская поэзия бессмыслицы» (М.: Бослен, 2014) - переводы абсурдной поэзии Л. Кэрролла, Э. Лира, В. Скотта, Б. Шоу, У. Шекспира, Р. Киплинга, Д. Мильтона, Р. Шеридана и др.
- Люси Стрейндж. «Тайна соловьиного леса» (М.: Качели, 2020) (перевод в соавт. с О. Лютовой)

- Салли Гарднер. «Господин Тигр, Бетси и Посиневшая Луна» (М.: Качели, 2020)
- Салли Гарднер. «Господин Тигр, Бетси и морской дракон» (М.: Качели, 2021)
- Вероника Коссантели. «Изумительная страна снергов» (М.: Альпина.Дети, 2021)
- Салли Гарднер. «Господин Тигр, Бетси и золотой морской конёк» (М.: Качели, 2022)

C французского
- Жюль Сюпервьель. «Дитя волн» (М.: Текст, 2013)

## Интервью, передачи
- «Игра в бисер» с Игорем Волгиным. Рэй Брэдбери «Марсианские хроники» (Телеканал «Культура», 2014) Архивная копия от 13 декабря 2014 на Wayback Machine
- «Научной фантастики не существует!» (Московский книжный журнал, 2012) Архивная копия от 15 января 2021 на Wayback Machine
- «Алфавит инакомыслия». Братья Стругацкие. Передача первая (Радио Свобода, программа «Поверх барьеров с Иваном Толстым» (2011)) Архивная копия от 3 декабря 2013 на Wayback Machine
- «Алфавит инакомыслия». Братья Стругацкие. Передача вторая (Радио Свобода, программа «Поверх барьеров с Иваном Толстым» (2011)) Архивная копия от 3 декабря 2013 на Wayback Machine
- «Мечты о космосе». Передача на радиостанции «Эхо Москвы» 10 апреля 2011 года. Эфир ведёт С. Бунтман, участвуют В. Бунтман и А. Венедиктов. Архивная копия от 22 ноября 2018 на Wayback Machine
- «А книг у меня пока нет» (Комсомольское знамя (Киев).- 1988.- 15 марта.- (№ 51).- С. 3.) Архивная копия от 3 декабря 2013 на Wayback Machine
- «А стол и ныне там». Виталий Бабенко о Марке Твене, зубоскальстве и тучах блогодури (Независимая газета, 2013) Архивная копия от 22 декабря 2013 на Wayback Machine
- "...ВРЯД ЛИ НАЙДЕТСЯ В МИРЕ ХОТЬ ОДИН ЧЕЛОВЕК, КОТОРЫЙ БЫ ПРЕДЪЯВИЛ ВЛАСТЯМ ОБРАЗЕЦ САТИРЫ ДОЗВОЛЕННОЙ" (Радио "Эхо Москвы") Архивная копия от 3 декабря 2013 на Wayback Machine
- «Игра в бисер» с Игорем Волгиным. Мэри Шелли «Франкенштейн, или Современный Прометей» (Телеканал «Культура», 2022)
- «Сказки мятежей и трюфлей». Подкаст канала «V–A–C Sreda» на Яндекс.Музыке (2022)

## Награды
- Бронзовая медаль ВДНХ СССР (за журналистские работы), 1978
- Лауреат Приза Еврокона (Европейская премия по научной фантастики), 1988
- Лауреат Премии им. И. Ефремова, 1990